# Галкино (Курганская область)
Галкино — село в Шумихинском районе Курганской области, административный центр Галкинского сельсовета.

## География
Село расположено на берегах 4 озёр: Галкино и др.

## История
Село основано в 1776 году.
До революции село было центром Галкинской волости Шадринского уезда Пермской губернии.
В селе был храм в честь св. равноапостольных царя Константина и царицы Елены, ныне полностью разрушен.
В 1919 году образован Галкинский сельсовет.
С 18 января 1935 по 3 ноября 1960 года село было центром Галкинского района.

## Население
| 1939 | 1959  | 1989  | 2002 | 2010 |
| ---- | ----- | ----- | ---- | ---- |
| 2289 | ↘2004 | ↘1074 | ↘827 | ↘594 |

По данным переписи 1926 года в селе Галкинское проживало 1704 человека, все русские.
По данным переписи 1939 года в селе Галкино проживало 2289 человек, в том числе «добавки в централизованном порядке» (т. н. «спецконтингент») 53 человека.
По данным переписи 1959 года в селе Галкино проживало 2004 человека.